# Machteld van Voorne
Machteld van Voorne (décédée le 12 mars 1372) était la fille de Gerard van Voorne et Heilwich van Borselen.
En tant que dame de Montjoie, Valkenburg, Voorne et vicomtesse de Zélande, elle était une femme de premier plan en Hollande, en Zélande, en Gueldre et dans la région Rhin-Meuse.
Elle s'est mariée deux fois: en 1323 à Dirk Loef (III) van Kleef († 1332), comte de Hülchrath, seigneur de Kervenheim (de) et Oedt et en ± 1336, à Thierry IV de Valkenburg († 1346), seigneur de Montjoie et Valkenburg. Les deux mariages sont restés sans enfants.

## Sources
- Kort, J.C. (1972): Inventaris van het archief van de Heren van Voorne, Burggraven van Zeeland, 1272-1371, Nationaal Archief, Den Haag. A lire au format PDF.
- Engen, H. van (2009): Machteld van Voorne in Digitaal Vrouwenlexicon van Nederland, Instituut voor Nederlandse Geschiedenis, Den Haag.